# Cyrtandra kamoolaensis
Cyrtandra kamoolaensis är en tvåhjärtbladig växtart som beskrevs av Harold St.John. Cyrtandra kamoolaensis ingår i släktet Cyrtandra och familjen Gesneriaceae. Inga underarter finns listade i Catalogue of Life.